# Boletus pallidus
Espèce
Boletus pallidus est une espèce de champignons du genre Boletus de la famille des Boletaceae.